# Орланд-Парк (Іллінойс)
Орланд-Парк (англ. Orland Park) — селище (англ. village) в США, в округах Кук і Вілл штату Іллінойс. Населення — 58 703 особи (2020).

## Географія
Орланд-Парк розташований за координатами 41°36′29″ пн. ш. 87°51′40″ зх. д. / 41.60806° пн. ш. 87.86111° зх. д. (41.608010, -87.860980).  За даними Бюро перепису населення США в 2010 році селище мало площу 57,41 км², з яких 56,66 км² — суходіл та 0,74 км² — водойми.

## Демографія
Згідно з переписом 2010 року, у селищі мешкало 56 767 осіб у 21 639 домогосподарствах у складі 15 625 родин. Густота населення становила 989 осіб/км².  Було 22443 помешкання (391/км²).
Расовий склад населення:
| - 90,3 % — білих - 4,9 % — азіатів - 1,7 % — чорних або афроамериканців - 0,1 % — корінних американців - 1,6 % — осіб інших рас |

До двох чи більше рас належало 1,4 %. Частка іспаномовних становила 6,2 % від усіх жителів.
За віковим діапазоном населення розподілялося таким чином: 21,6 % — особи молодші 18 років, 59,3 % — особи у віці 18—64 років, 19,1 % — особи у віці 65 років та старші. Медіана віку мешканця становила 45,4 року. На 100 осіб жіночої статі у селищі припадало 90,9 чоловіків;  на 100 жінок у віці від 18 років та старших — 87,3 чоловіків також старших 18 років.
Середній дохід на одне домашнє господарство  становив 106 777 доларів США (медіана — 81 453), а середній дохід на одну сім'ю — 127 184 долари (медіана — 102 248). Медіана доходів становила 74 841 долар для чоловіків та 51 557 доларів для жінок. За межею бідності перебувало 5,1 % осіб, у тому числі 7,6 % дітей у віці до 18 років та 4,0 % осіб у віці 65 років та старших.
Цивільне працевлаштоване населення становило 28 847 осіб. Основні галузі зайнятості: освіта, охорона здоров'я та соціальна допомога — 26,6 %, роздрібна торгівля — 12,2 %, науковці, спеціалісти, менеджери — 11,5 %.